# Luís Filipe Pereira
Luís Filipe da Conceição Pereira GCM (Lisboa, 29 de outubro de 1944) é um economista e político português.

## Biografia
Licenciado em Economia, em 1973. Foi director financeiro, administrativo e de pessoal na Sovena (1973-1979), director de planeamento, gestão financeira e administrativa da Quimigal (1979-1984), depois director-geral adjunto (1984-1986), vice-presidente do Conselho de Administração da EDP (1991-1995) e da Quimigal Adubos (1996-1997), administrador (não executivo) do Banco Mello (1998-2000), presidente da Comissão Executiva da ADP (1997-2002), da CUF (desde 2005) e da Efacec (desde 2006).
É professor auxiliar convidado do Instituto Universitário de Lisboa (desde 1979) e foi assistente convidado do Instituto Superior de Economia e Gestão (1978-1979).
Ocupou diversos cargos em governos portugueses. Foi ministro da Saúde dos XV e XVI Governos Constitucionais, secretário de Estado da Energia do XII Governo Constitucional e Segurança Social dos X e XI Governos Constitucionais.
Foi presidente da Associação Portuguesa dos Industriais Grandes Consumidores de Energia Eléctrica (1996-2001 e, novamente, desde 2005).
A 17 de Janeiro de 2006 foi agraciado com a Grã-Cruz da Ordem do Mérito.
Foi eleito Presidente do Conselho Económico e Social (CES) a 15 de Maio de 2015, para completar o mandato de José Silva Peneda, que renunciou ao cargo, até ao fim da XII legislatura, que termina em Outubro de 2015. Por falta de entendimento entre PS e PSD para a nomeação de um sucessor, acabou por permanecer no cargo um ano para além do previsto, já que apenas a 19 de Outubro de 2016 tomou posse o seu sucessor, António Correia de Campos.

## Funções governamentais exercidas
- XV Governo Constitucional
  - Ministro da Saúde
- XVI Governo Constitucional
  - Ministro da Saúde